# Booker Ervin
Booker Telleferro Ervin II (Denison, 31 oktober 1930 - New York, 31 augustus 1970) was een Amerikaanse jazztenorsaxofonist, componist en orkestleider.

## Carrière
Zijn vader was de trombonist Booker Ervin sr., die bij Buddy Tate speelde. Ervin begon op 8-jarige leeftijd te spelen op hetzelfde instrument als zijn vader. Hij bezocht de Terrell High School in Denison en speelde daar in het schoolorkest. Van 1949 tot 1953 diende Ervin bij de United States Air Force, waar hij autodidactisch het spel op de saxofoon leerde. Daarna bezocht hij een jaar lang het Schillinger House (later de Berklee School of Music) in Boston en werd lid van de r&b-band van Ernie Fields (1954/55), waaruit ook muzikanten als Benny Powell en Count Basie voortkwamen. Daarna werkte hij enkele maanden met James Clay in Dallas en Lowell Fulson in Chicago. Hij werkte in Denver als postbezorger en ging uiteindelijk naar Pittsburgh, waar hij Horace Parlan ontmoette, met wie hij in 1958 naar New York verhuisde. Daar werd hij door Shafi Hadi aan Charles Mingus aanbevolen, die hem direct in zijn band opnam, waarbij hij tot 1962 speelde. Ervin werkte mee aan Mingus' albums, waaronder Jazz Portraits – Mingus In Wonderland (1958), Blues and Roots, Mingus Ah Um, Mingus Dynasty (1959) en Tonight at Noon (1961) en trad met hem op tijdens het Jazzfestival van Antibes (1960) en het Newport Jazz Festival (1960, 1962). Het hoogtepunt van hun samenwerking was het album Mingus Mingus Mingus Mingus Mingus (januari 1963, Impulse! Records). Bovendien werkte hij met Roland Hanna (1959) en Randy Weston, waarmee hij in 1960 reisde naar het Negro Arts Festival in Lagos en later naar het Monterey Jazz Festival (1966). In 1961 speelde hij naast Eric Dolphy bij de band van Mal Waldron.
In juni 1960 nam hij voor Bethlehem Records zijn debuutalbum The Book Cooks op met Tommy Turrentine, Zoot Sims, George Tucker en Dannie Richmond. Na zijn tijd bij Mingus leidde hij een eigen kwartet en werkte hij ook samen met Horace Parlan en Roland Hanna. In 1962 speelde hij met de Amerikaanse troepensteun in Groenland. Met het album Gumbo, dat hij in 1963/1964 opnam met Al Grey, Pony Poindexter en Larry Young, begon zijn samenwerking met Prestige Records, waarvoor een reeks albums, zoals de Book-reeks, ontstond met onder andere Tommy Flanagan, Carmell Jones en Jaki Byard. Van 1964 tot 1966 en opnieuw 1968 werkte hij in Europa.  In 1965 trad hij op tijdens de Berliner Jazztage met Niels-Henning Ørsted Pedersen, Kenny Drew sr. en Alan Dawson. Fragmenten uit dit concert bracht Horace Parlan na Ervin dood uit op het album Lament For Booker (Enja Records). Twee jaar voor zijn vroege dood organiseerde Teddy Edwards voor Pacific Jazz Records een groter ensemble, waarin Ervin centraal stond (Booker'n'Brass). In 1968 werkte hij nog mee op het album Grass Roots van Andrew Hill.

## Zijn stijl
Volgens Richard Cook en Brian Morton werd Ervins saxofoonspel oorspronkelijk gekenmerkt door de bluessound van zijn Texaanse voorbeelden Arnett Cobb en Illinois Jacquet. Zijn weg, beïnvloed door Coleman Hawkins, Dexter Gordon, Lester Young en Sonny Rollins,leidde niet van hardbop tot vrijere vormen, toen hij door de school van Charles Mingus ging en tot een met emotie geladen en sterk bluesbetrokken spel vond. Zijn robuuste sound was metalig, bijtend en volgens Ronnie Scott mannelijk en krachtig. Ian Carr beschreef zijn stijl als volgt: Hij had een geweldige sound en perfecte controle. Tot zijn beste composities behoorden onder andere Mojo, Boo en Uranus.

## Overlijden
Booker Ervin overleed in juni 1970 op 39-jarige leeftijd aan de gevolgen van een nierziekte.

## Discografie
- 1960: Cookin' (Savoy Records) met Horace Parlan, Richard Williams
- 1960: The Book Cooks (Bethlehem Records) met Tommy Turrentine, Zoot Sims, George Tucker, Dannie Richmond
- 1961: That's It (Candid Records) met Horace Parlan, George Tucker, Dannie Richmond
- 1963: Exultation (Prestige Records) met Frank Strozier, Horace Parlan, Butch Warren, Walter Perkins
- 1963: The Freedom Book (Prestige Records) met Jaki Byard, Richard Davis, Alan Dawson
- 1964: The Blues Book (Prestige Records) met Carmell Jones, Gildo Mahones, Richard Davis, Alan Dawson
- 1964: The Song Book (Prestige Records) met Tommy Flanagan, Richard Davis, Alan Dawson
- 1964: The Space Book (Prestige Records) met Jaki Byard, R. Davis, A. Dawson
- 1965: Setting The Pace (Prestige Records) met Dexter Gordon, Jaki Byard, Reggie Workman, Alan Dawson
- 1966: Heavy!!! (Prestige Records) met Jaki Byard, Jimmy Owens, R. Workman, A. Dawson
- 1966: Structurally Sound (Blue Note Records) met Charles Tolliver, John Hicks, Red Mitchell, Lennie McBrowne
- 1967: Booker'n'Brass (Pacific Jazz Records) met Johnny Coles, Freddie Hubbard, Charles Tolliver, Garnett Brown, Kenny Barron
- 1968: The In Between (Blue Note Records) met Richard Williams, Bobby Few, Cevera Jeffries, Lenny McBrowne

- Bibsys: 6030404
- Biblioteca Nacional de España: XX1548921
- Bibliothèque nationale de France: cb13893707w (data)
- Gemeinsame Normdatei: 134368495
- International Standard Name Identifier: 0000 0000 8094 4167
- Library of Congress Control Number: n81015293
- MusicBrainz: 26608e21-906d-4d33-b910-685553120062
- Nationale Bibliotheek van Israël: 987007418195905171
- Nederlandse Thesaurus van Auteursnamen: 09745334X
- Réseau des bibliothèques de Suisse occidentale: 02-A003221479
- Istituto Centrale per il Catalogo Unico: LO1V265650
- SNAC: w6qr5j0f
- Système universitaire de documentation: 136489702
- Virtual International Authority File: 14958104
- WorldCat: E39PBJyGVFwFQBMfgMv8wvTmBP